# 三重県道609号東貝野南中津原丹生川停車場線
三重県道609号東貝野南中津原丹生川停車場線（みえけんどう609ごう ひがしかいのみなみなかつはらにゅうがわていしゃじょうせん）は、三重県いなべ市を通る一般県道である。

## 概要
いなべ市北勢町東貝野からいなべ市大安町丹生川中に至る。

### 路線データ
- 起点：いなべ市北勢町東貝野（三重県道608号畑毛東貝野阿下喜線交点）
- 終点：いなべ市大安町丹生川中（三岐鉄道三岐線 丹生川駅前）
- 総延長：8,914 m
- 車線数：1 - 2車線

## 歴史
- 1959年（昭和34年）1月25日 - 路線認定[1]。

## 路線状況

### 道路施設

#### 橋梁
- 小穴谷橋（小穴谷川、いなべ市）
- 南中津原橋（小穴谷川、いなべ市）
- 天王橋（員弁川、いなべ市）

### 交通量
平日12時間交通量
| 地点                   | 交通量  |
| ---------------------- | ------- |
| いなべ市北勢町大辻新田 | 1,022台 |

## 地理

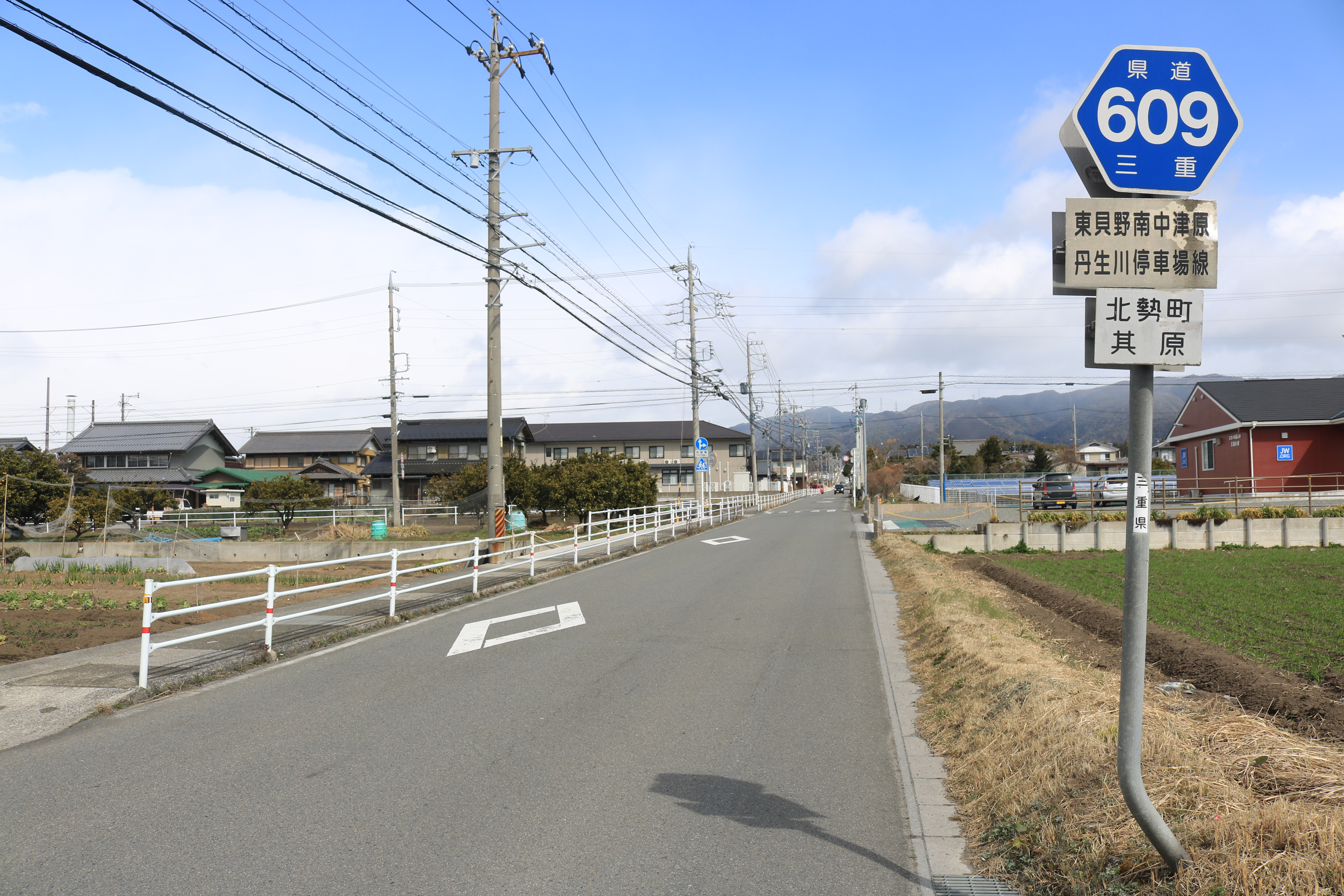
三重県道609号東貝野南中津原丹生川停車場線、いなべ市北勢町其原

### 通過する自治体
- 三重県
  - いなべ市

### 交差する道路
| 交差する道路                    | 交差する場所     | 交差する場所 |
| ------------------------------- | ---------------- | ------------ |
| 三重県道608号畑毛東貝野阿下喜線 | 北勢町東貝野     | 起点         |
| 三重県道610号南中津原畑新田線   | 北勢町南中津原   |              |
| 三重県道5号北勢多度線           | 北勢町麻生田     | 麻生田交差点 |
| 国道365号                       | 大安町丹生川久下 | 久下交差点   |

### 交差する鉄道
- 三岐鉄道北勢線

### 沿線
- いなべ市立山郷小学校
- 扶桑工機 北勢工場
- 辻内鋳物鉄工 其原工場
- コメリ 北勢店
- 三岐鉄道北勢線 麻生田駅
- 員弁川
- ヒノキブン 三重工場
- 大安丹生川郵便局
- いなべ市立丹生川小学校
- 三岐鉄道三岐線 丹生川駅